# Oberonia austroyunnanensis
Oberonia austroyunnanensis är en orkidéart som beskrevs av Sing Chi Chen och Zhan Huo Tsi. Oberonia austroyunnanensis ingår i släktet Oberonia och familjen orkidéer. Inga underarter finns listade i Catalogue of Life.